# ديف سيمونز (لاعب كرة سلة)
ديف سيمونز (بالإنجليزية: Dave Simmons)‏ (13 أبريل 1963 - ) هو لاعب كرة سلة أسترالي في مركز الوسط. لعب مع ملبورن يونايتد.